# HMS Umbra (P35)
O HMS Umbra foi um submarino operado pela Marinha Real Britânica e um membro do terceiro grupo da Classe U. Sua construção começou em julho de 1940 nos estaleiros da Vickers-Armstrongs e foi lançado ao mar em março de 1941, sendo comissionado na frota britânica em setembro do mesmo ano. Era armado com quatro tubos de torpedo de 533 milímetros, possuía um deslocamento submerso de 740 toneladas e conseguia alcançar uma velocidade máxima de onze nós (vinte quilômetros por hora) na superfície e dez nós (dezoito quilômetros por hora) submerso.
O Umbra entrou em serviço no início da Segunda Guerra Mundial. Ele chegou no Mar Mediterrâneo em janeiro de 1942 e no mês seguinte afundou suas primeiras embarcações, um navio de reparos e um navio de suprimentos italianos. O submarino continuou patrulhando a área até o fim de 1943, afundando mais navios, com destaque para o cruzador pesado Trento em junho de 1942. O Umbra retornou para o Reino Unido em outubro de 1943 e depois disso atuou na escolta de comboios até junho de 1945, quando foi tirado de serviço e desmontado no ano seguinte.